# Джеймс Волш (плавець)
Джеймс Волш (англ. James Walsh; нар. 23 грудня 1986) — філіппінський плавець.
Учасник Олімпійських Ігор 2004, 2008 років.